# Florence (Arizona)
Florence é uma vila localizada no estado americano do Arizona, no condado de Pinal, do qual é sede. Foi incorporada em 1900.

## Geografia
De acordo com o United States Census Bureau, a vila tem uma área de 135,9 km², onde 135,8 km² estão cobertos por terra e 0,1 km² por água.

### Localidades na vizinhança
O diagrama seguinte representa as localidades num raio de 40 km ao redor de Florence.

## Demografia
Segundo o censo nacional de 2010, a sua população é de 25 536 habitantes e sua densidade populacional é de 188 hab/km². Possui 5 224 residências, que resulta em uma densidade de 38,5 residências/km².